# Gauliga Baden 1935/36
De Gauliga Baden 1935/36 was het derde voetbalkampioenschap van de Gauliga Baden.  VfR Mannheim werd kampioen en plaatste zich voor de eindronde om de Duitse landstitel, waar de club in de groepsfase uitgeschakeld werd.

## Eindstand
| Plaats | Club                 | Wed. | W  | G | V  | Saldo | Ptn.  |
| ------ | -------------------- | ---- | -- | - | -- | ----- | ----- |
| 1      | SV Waldhof           | 18   | 13 | 1 | 4  | 65:27 | 27:9  |
| 2      | 1. FC Pforzheim      | 18   | 11 | 2 | 5  | 41:26 | 24:12 |
| 3      | Karlsruher FV        | 18   | 8  | 4 | 6  | 43:34 | 20:16 |
| 4      | VfR Mannheim         | 18   | 7  | 6 | 5  | 39:44 | 20:16 |
| 5      | VfL Neckarau         | 18   | 7  | 3 | 8  | 42:45 | 17:19 |
| 6      | Germania Brötzingen  | 18   | 6  | 4 | 8  | 30:34 | 16:20 |
| 7      | VfB Mühlburg         | 18   | 4  | 7 | 7  | 28:30 | 15:21 |
| 8      | Freiburger FC        | 18   | 6  | 3 | 9  | 45:57 | 15:21 |
| 9      | Amicitia Viernheim   | 18   | 5  | 5 | 8  | 25:42 | 15:21 |
| 10     | Karlsruher FC Phönix | 18   | 3  | 5 | 10 | 31:50 | 11:25 |

|  | Kampioen, geplaatst voor nationale eindronde |
|  | Degradatie naar Bezirksliga                  |

## Promotie-eindronde
| Plaats | Club            | Wed. | Saldo | Ptn. |
| ------ | --------------- | ---- | ----- | ---- |
| 1.     | Rastatter FV 04 | 6    | 16:6  | 9:3  |
| 2.     | SpVgg Sandhofen | 6    | 14:12 | 8:4  |
| 3.     | FC Villingen 08 | 6    | 7:8   | 5:17 |
| 4.     | SC Freiburg     | 6    | 6:17  | 2:10 |

|  | Promotie naar Gauliga Baden 1936/37 |